# 1re armée russe (Wehrmacht)
Pour les articles homonymes, voir 1re armée.
La 1re armée russe ou 1re armée nationale russe est une unité militaire de la fin de la Seconde Guerre mondiale. Cette formation est dirigée par le général Boris Smyslovski et composée de ressortissants de l'Union soviétique. Elle combat dans les rangs de la Wehrmacht jusqu'en mai 1945.

## Contexte
À la suite de l'opération Barbarossa et de la conquête durant les premiers mois de grands territoires de l'Union soviétique, l'Allemagne d'Hitler se trouve chargée de centaines de milliers de prisonniers soviétiques. Parmi eux, des Russes, mais également des ressortissants de toutes les nationalités de l'Union, dont certaines ne sont pas favorable au régime soviétique. Vient l'idée de les utiliser comme soldats pour lutter aux côtés de la Wehrmacht.

## Recrutement et formation
L'unité est commandée par Boris Smyslovski, ancien officier de l'armée impériale russe et de l'armée blanche de Dénikine pendant la guerre civile russe. Les forces de l'unité, recrutées parmi les émigrés, transfuges, déserteurs ou détenus soviétiques des camps de prisonniers allemands, s'élèvent à plus de 6 000 hommes.

## Histoire au combat

### Premiers engagements
Le 10 mars 1945, l'unité prend officiellement le nom de 1re armée nationale russe, quoique les forces disponibles correspondent à celles d'une division.

### Fuite au Liechtenstein
Après beaucoup de batailles, la 1re armée russe ne comporte plus que 462 hommes, 30 femmes et deux enfants. Le général Smyslovski, conscient du sort funeste qui risque d'être réservé à des traîtres à la patrie soviétique s'ils viennent à être capturés par l'Armée rouge, décide de faire route à l'Ouest, puis de faire passer ses hommes au Liechtenstein. Dans la nuit du 2 au 3 mai 1945, la troupe se présente au poste frontière entre les communes autrichienne de Feldkirch et liechtensteinoise de Schellenberg.
Pour le petit pays, c'est un curieux événement. Eduard von Falz-Fein, diplomate liechtensteinois d'ascendance russe, est envoyé par le chef du gouvernement Joseph Hoop à leur rencontre en guise d'interprète. Cependant son intervention est complexe car bien que portant comme insigne une patte d'épaule aux couleurs de la Russie sur leur uniforme de la Wehrmacht, ces hommes sont Lituaniens, Baltes, Cosaques, Kazakhs, et tous ne parlent pas russe.
Les soldats sont immédiatement désarmés. Rapidement, ces gens simples sont acceptés par la population. Nombre de ces anciens soldats sont engagés comme valets de ferme.

### Émigration et rapatriement
Après la capitulation allemande, l'Union soviétique, conformément à l'une des clauses des accords de Yalta, demande à tous les pays alliés de leur confier tout ressortissant soviétique se trouvant sur son sol. Des commissions de rapatriement sont mises en place, qui agissent aussi bien dans les territoires contrôlés par l'Armée rouge que dans ceux aux mains des Alliés occidentaux. Ces commissions procèdent au rapatriement de 2 035 000 Soviétiques qui sont dans la majorité soit exécutés immédiatement, soit envoyés au Goulag. Même la Suisse coopère.
Cependant, le Liechtenstein, dont la neutralité a été totale pendant le conflit, n'est pas favorable à l'exécution de ces accords qui ne le concernent pas. Le prince de Liechtenstein, François-Joseph II, reconnaît dans les combattants de la 1re armée russe et surtout dans son commandant des personnes de qualité qui ont combattu contre le bolchévisme et pour la restauration de l'Empire russe. Il ne compte donc pas les livrer à la vengeance soviétique.
Néanmoins, une commission de rapatriement obtient l'autorisation de venir au Liechtenstein. En août 1945, celle-ci rencontre les soldats et environ deux cents d'entre eux se laissent convaincre de rentrer au pays. L'avenir qui leur est réservé par l'Union soviétique n'est cependant pas vraiment à la hauteur des affirmations de pardon et de bras ouverts que leur exposait la commission et ressemble davantage à ce qui est promis aux prisonniers dans l'ordre n° 227 de juillet 1942.
Pour les autres, Smyslovski organise une fuite en Argentine. Ceux-ci y trouvent rapidement du travail. Certains ont même la possibilité d'acheter une propriété. Un « quartier cosaque » se constitue par exemple à Ingeniero Maschwitz. Certains restent néanmoins au Liechtenstein. Smyslowski lui-même y demeure. Il est d'ailleurs enterré au cimetière de Vaduz.

## Postérité

### Politique
Smyslowski continue de militer jusqu'à sa mort pour le renversement du régime soviétique. Il va faire des conférences jusqu'en Argentine, mais obtient peu de soutien.
Lors de l'expulsion d'Alexandre Soljenitsyne après la parution de son livre l'Archipel du Goulag, l'auteur dissident réserve sa première visite au Liechtenstein, en remerciement des actes du régime liechtensteinois envers les Russes. Il va remettre personnellement une lettre au prince régnant.

### Dans la culture
L'événement demeure bien connu au Liechtenstein. Plusieurs monuments (par exemple à Hinterschellenberg) commémorent les faits liés à l'arrivée de la 1re armée russe au Liechtenstein. Le film franco-suisse Vent d'est, sorti en 1993 et réalisé par Robert Enrico, retrace les faits.

### Vidéographie
- [vidéo] Le Dernier Secret de Yalta, de Nicolas  Jallot, 2013, 55 min [présentation en ligne]